# Keith Moffatt
Keith Moffatt (Rayne, 20 giugno 1984) è un altista statunitense.
Ha un record personale di 2,30 m, stabilito ad Indianapolis il 25 giugno 2006.

## Palmarès
| Anno | Manifestazione | Sede    | Evento        | Risultato | Prestazione | Note |
| ---- | -------------- | ------- | ------------- | --------- | ----------- | ---- |
| 2009 | Mondiali       | Berlino | Salto in alto | 11º       | 2,23 m      |      |
| 2013 | Mondiali       | Mosca   | Salto in alto | nm (q)    | nm (q)      |      |